# 自強新村
- 關於高雄市的眷村，請見「自強新村 (高雄)」。

自強新村是台南市北區一個已消失的眷村，位於振興里、重興里、華興里交界地帶。其輪廓為西北－東南方向的矩形。北界為開南街，南界為林森路三段140巷，西側臨開元公園，東側臨果貿二村國民住宅（果貿新城）。林森路以接近對角的方向貫穿，將該地區分割為兩部分。

## 歷史
自強新村用地在日治時期的1940年代為靶場的一部分。整個靶場呈西北—東南走向的長條形，靶丘在東南端，今開元路從中偏西穿越而過。其後靶場廢棄，1960年代開元路以東地段陸續闢為俗稱「美國學校」的喬納森·溫萊特高中（Jonathan M. Wanwright High School，縮寫JMWHS，已廢校，現為開元公園），以及自強新村、果貿二村（已改建為國民住宅）、自治新村三個眷村。
自強新村建於民國五十年（1961年），獲配成員多為八二三炮戰及六一七炮戰／六一九砲戰有功，當時駐在金門、馬祖的部隊（金防部、馬防部、33師、41師…）上校以上主管，共59戶。知名將領如中華民國國防部部長蔣仲苓、憲兵司令部司令孟述美、陸軍步兵學校校長韓斌、陸軍砲兵學校校長鄒凱、南部地區警備司令部司令劉舜元、國防部聯訓部副主任莊國華及曾任駐美武官的江無畏都是住戶。當時在新竹也興建了另一個新村。根據民國48年陸軍總司令部「(48)君啟字第036號」配舍令，新竹市金城新村第一批住戶為67戶。
自強新村長榮路580巷以東地區已於2007年9月拆遷完畢，現況為空地、停車場及綠地，已規劃為變更用地為商業區。

## 外部連結
- 一張舊地圖 一幅空照圖 竹籬笆 千千結 （页面存档备份，存于）